# Angéla Németh
Angéla Németh   (Budapest, 18 de febrer de 1946 - Budapest, 5 d'agost de 2014) fou una atleta i jugadora de bàsquet hongaresa, coneguda de casada com a Angéla Ránky, especialista en el llançament de javelina, que va competir durant les dècades de 1960 i 1970.
El 1968 va prendre part en els Jocs Olímpics d'Estiu de Ciutat de Mèxic, on va guanyar la medalla d'or en la competició del llançament de javelina del programa d'atletisme. En la final superà a Mihaela Penes i Eva Janko, segona i tercera respectivament. Quatre anys més tard, als Jocs de Múnic, no aconseguí classificar-se per disputar la final de la mateixa prova, quedant eliminada en sèries.
En el seu palmarès també destaca una medalla d'or al Campionat d'Europa d'atletisme de 1969. El 1968 i 1969 fou escollida esportista hongaresa de l'any. A nivell nacional guanyà el campionat hongarès de javelina el 1968, 1969 i 1971. Millorà el rècord nacional de javelina en tres ocasions i fou la primera llançadora hongaresa de superar els seixanta metres. Com a jugadora de bàsquet arribà a ser internacional per Hongria.
Una vegada retirada va exercir de professora d'educació física a la Universitat Eötvös Loránd. Formà part del Comitè Olímpic Hongarès i del Consell Nacional d'Educació Física i Esport.

## Millors marques
- Llançament de javelina. 60,58 metres (1967)[4]